# Paradise Lost (film, 2006)
Pour les articles homonymes, voir Paradise Lost.
Pour plus de détails, voir Fiche technique et Distribution.
Paradise Lost ou Touristes au Québec (Turistas) est un film américain réalisé par John Stockwell, sorti en 2006 aux États-Unis. Il s'agit d'un film d'horreur dont la scène se déroule dans la forêt amazonienne, au Brésil. Le film est sorti sous le nom Paradise Lost uniquement en France, en Irlande, à Malte ainsi qu'au Royaume-Uni.
Le film met en scène de jeunes touristes qui sont victimes d'un accident de bus à proximité de la forêt équatoriale brésilienne. Là-bas, ils tombent sur des trafiquants d'organes. Une lutte pour survivre s'engage alors.

## Synopsis
Trois jeunes touristes américains, Alex, sa sœur Bea et son amie Amy, sont en voyage touristique au Brésil. Après échappé de justesse à l'accident de leur bus qui a laissé tous les passagers bloqués, ils sont rejoints par deux hommes britanniques, Finn et Liam, et une femme australienne, Pru, qui parle couramment le portugais.
Le groupe trouve un bar cabane où plusieurs autres touristes font la fête. Après avoir passé la journée à la plage, on leur sert des boissons droguées et ils s'évanouissent. Le lendemain matin, ils se réveillent sur la plage déserte, totalement dépouillés de leurs bagages, de leur argent et de leurs passeports. À la recherche d'aide dans un village voisin, Kiko, un jeune local qui parle un peu anglais, se porte volontaire pour les emmener dans la maison isolée de son oncle dans la jungle où ils peuvent trouver refuge en attendant le prochain bus.
Sur le chemin de la maison, Kiko montre au groupe une grotte sous une cascade, mais en plongeant dans l'eau, il subit une grave blessure à la tête. À la maison, ils trouvent de la nourriture, des vêtements et un certain nombre de médicaments sur ordonnance mais surtout qu'un tiroir rempli de passeports d'autres personnes. Ils parviennent à soigner la blessure de Kiko et décident à contrecœur de passer la nuit dans cette maison. C'est alors qu'ils sont réveillés au milieu de la nuit par un hélicoptère amenant Zamora, un médecin, et plusieurs associés et médecins, entourés d'hommes de main armés. Une femme faisant partie de cette équipe leur conseille de fuir, mais lorsque le groupe essaie de les combattre, ils sont battus jusqu'à la soumission pendant que Kiko s'enfuit hors de la maison.
Sous sédatifs, Amy se réveille attachée à une salle d'opération de fortune où Zamora commence à retirer ses organes tandis qu'il explique à Finn, qui est également ligoté, que le vol d'organes pour la transplantation de Brésiliens par de riches américains fait partie d'un modèle d'exploitation des "ressources" brésiliennes, et qu'il est temps de "redonner". Il exprime également toute sa haine viscérale vis-à-vis du gouvernement américain et dit également que les organes utilisables des victimes sont prélevés et envoyés à l'hôpital populaire de Rio de Janeiro et utilisés au profit des pauvres. Amy meurt sur la table d'opération, après que tous ses organes aient été retirés.
Pendant ce temps, le reste du groupe à l'extérieur parvient à se libérer des cages dans lesquelles ils ont été enfermés grâce à un couteau-suisse qu'Alex avait pris dans sa poche au préalable. Ils tuent également l'un des associés de Zamora grâce à l'aide de Kiko qui est revenu pour leur porter secours. Pendant que Bea et Pru s'échappent à travers la jungle, Alex, Kiko et Liam tentent de retourner à la cabine. Ils constatent la mort d'Amy mais parviennent à sauver Finn. Mais dans leur cavale, ce dernier est abattu d'une balle de fusil sniper dans la tête par Jamoru, un homme de main de Zamora. Alex et Kiko s'enfuient, tandis que Liam décide de rester derrière pour riposter, seulement pour être abattu et capturé pour que ses organes soient sauvés.
Alex et Kiko trouvent Bea se cachant près de la rivière. Les trois se dirigent vers la grotte inondée où ils trouvent Pru. Le groupe nage jusqu'à l'entrée secondaire de la caverne mais Alex s'en prend à Kiko, l'accusant de les avoir envoyés dans un traquenard. Mais leur dispute est brutalement interrompue par l'arrivée de Zamora qui leur tire dessus, tuant Kiko et blessant Alex à la main. Alex, Bea et Pru sont obligés de revenir en arrière dans la grotte ; ils se séparent tout en s'arrêtant dans des poches d'air pour pourvoir respirer. Bea et un autre homme de main de Zamora se rencontrent au même endroit, mais Bea parvient à se saisir d'une flèche de ce dernier et finit par à le tuer en lui transperçant le cou. 
Ils parviennent tous à s'échapper de la grotte mais se retrouvent face à Zamora à la sortie. Alex l'attaque et le frappe à plusieurs reprises à la tête avec un rocher, mais est interrompu par Jamoru armé de son fusil. Zamora lui ordonne de tuer le trio, mais, les voyant vulnérables et effrayés, et Zamora à l'agonie, Jamoru hésite. Pru essaie de convaincre Jamoru de les épargner, soulignant le mauvais traitement de Zamora à son égard. Ce dernier traite Jamoru de lâche, puis se fait tirer une balle dans la tête par ce dernier qui se retourne et s'en va. Peu de temps après, les survivants sortent de la jungle et rencontrent des villageois locaux qui les amènent et les soignent.
Plus tard, Alex, Bea et Pru font la queue, attendant de monter à bord d'un avion en silence tandis que quelques touristes derrière eux se disputent pour prendre le bus. Alex se retourne et leur conseille de prendre l'avion à la place.

## Fiche technique
- Titre français : Paradise Lost
- Titre québécois : Touristes
- Titre original : Turistas
- Réalisation : John Stockwell
- Scénario : Michael Ross
- Photographie : Enrique Chediak (en)
- Montage : Jeff McEvoy
- Musique : Paul Haslinger
- Production : Marc Butan
- Société(s) de production :
  - Stone Village Pictures
  - 2929 Productions
  - Boz Productions
- Société(s) de distribution :
  - Fox Atomic
- Budget : 10 000 000 de dollars[2]
- Pays d'origine :   États-Unis
- Langue :  Anglais, Portugais

- Format : Couleurs (Technicolor) - 35 mm - 2,35:1 (Vistavision) -  Son Dolby numérique
- Genre : Film d'horreur
- Durée : 93 minutes

- Dates de sortie :
  -  France : 25 janvier 2008
  -  Belgique : 15 août 2007
- Interdiction aux moins de 12 ans à sa sortie en salles en France.

## Distribution
- Josh Duhamel (V.Q. : Patrice Dubois) : Alex
- Melissa George (V.Q. : Catherine Proulx-Lemay) : Pru
- Olivia Wilde (V.Q. : Geneviève Désilets) : Bea
- Desmond Askew (V.Q. : Louis-Philippe Dandenault) : Finn
- Beau Garrett (V.Q. : Camille Cyr-Desmarais) : Amy
- Max Brown (V.Q. : Nicolas Charbonneaux-Collombet) : Liam
- Agles Steib (V.Q. : Benoit Éthier) : Kiko
- Miguel Lunardi (V.Q. : Luis de Cespedes) : Zamora
- Lucy Ramos : Arolea
- Andréa Leal : Camila
- Diego Santiago : Jacaré
- Marcão : Ranan
- Miguelito Acosta : Jamoru

Source et légende : Version québécoise (V.Q.) sur Doublage Québec.

## Box-office
| Pays ou région | Box-office  | Date d'arrêt du box-office | Nombre de semaines |
| -------------- | ----------- | -------------------------- | ------------------ |
| États-Unis     | 3 582 554 $ | 4 décembre 2006            | 3                  |

## Réception du film
Au Brésil, le film a suscité de vifs débats car il montrerait de manière excessive la dangerosité du pays à travers des clichés et des scènes irréalistes, ceci pouvant nuire au tourisme.